# Cratere Meri
Meri è un cratere sulla superficie di Iperione.